# Gheorghe Chiper
Gheorghe Chiper (n. 9 octombrie 1939, orașul Cahul, Republica Moldova) este un fost politician român, membru al Parlamentului României. Gheorghe Chiper a fost ales în legislatura 2004-2008 pe listele PSD și a fost membru în grupurile parlamentare de prietenie cu Republica Federativă a Braziliei și Republica Populară Chineză. 